# Jamie Vardy
Jamie Richard Vardy (født 11. januar 1987 i Sheffield, England) er en engelsk fodboldspiller. Han spiller i Leicester som angriber eller som kant. Han er især kendt internationalt for at spille en vital rolle i Leicesters meget overraskende mesterskab i Premier League 2015/16. Han startede sin professionelle karriere i Stocksbridge Park Steels, hvor han tjente 30 pund ugentligt og arbejdede han som fabriksarbejder.

## Tidlige karriere
Vardy startede med at spille fodbold i sin barndomsklub Sheffield Wednesday, hvor han dog blev smidt af holdet som 15-årig grundet hans ringe størrelse. Det tog meget hårdt på ham, hvorfor Vardy holdt en længere pause fra spillet, inden en kammerat lokkede ham tilbage til spillet 8 måneder senere, for at spille for Stockbridge Park Steels' ungdomshold, hvor han tjente 30 pund om ugen og arbejdede på en fabrik ved siden af. Efter at have gjort sig bemærket i de lavere rækker skiftede han i sommeren 2010 til FC Halifax Town. Her spillede han fremragende og blev klubbens topscorer i sin første sæson. Hans arbejde på fabrikken tog dog samtidig hårdt på hans ryg og han sagde derfor jobbet op i 2011, for at satse fuldt ud på fodbolden - heldigvis for Vardy gik der kun 3 dage derefter før Fleetwood Town købte ham og gav ham en fuldtidskontrakt.

## Leicester City
Efter kun et år i Fleetwood Town, hvor han var braget igennem med 31 mål og 17 assists i National League, købte Leicester City Vardy for 1 mil. pund, en rekord for et non-league hold. Vardy scorede blot 4 mål i sin første sæson, og var tæt på at droppe fodbold efter stor kritik fra fans, men manager Nigel Pearson overtalte ham til at blive. Han slog dog for alvor igennem i Championship i 2014/15 sæsonen, hvor han scorede 16 mål og lavede 10 assists, samtidig med, at Leicester rykkede op i Premier League.
Her overlevede man i den første sæson, efter en stor redningsaktion i foråret. Vardy gjorde sig bemærket med flere gode præstationer, bl.a. med 1 mål og 3 assist mod Manchester United i en 5-3 sejr.

### Premier League 2015/16
Premier League sæsonen 2015/16 er især kendt for Leicesters overraskende mesterskab, en af de største overraskelser i fodboldverdenen nogensinde, som Vardy var en stor del af. Han blev således kåret til årets spiller i Premier League og førte holdet til titlen med hele 24 mål og 8 assist.
| Klub            | Sæson         | Liga                 | Liga | Liga  | FA Cup | FA Cup | League Cup | League Cup | Andre | Andre | Total | Total |
| Klub            | Sæson         | Division             | Apps | Goals | Apps   | Goals  | Apps       | Goals      | Apps  | Goals | Apps  | Goals |
| --------------- | ------------- | -------------------- | ---- | ----- | ------ | ------ | ---------- | ---------- | ----- | ----- | ----- | ----- |
| FC Halifax Town | 2010–11       | NPL Premier Division | 33   | 24    | 3      | 1      | —          | —          | 1     | 1     | 37    | 26    |
| FC Halifax Town | 2011–12       | Conference North     | 4    | 3     | —      | —      | —          | —          | —     | —     | 4     | 3     |
| FC Halifax Town | Total         | Total                | 37   | 27    | 3      | 1      | —          | —          | 1     | 1     | 41    | 29    |
| Fleetwood Town  | 2011–12       | Conference Premier   | 36   | 31    | 6      | 3      | —          | —          | 0     | 0     | 42    | 34    |
| Leicester City  | 2012–13       | Championship         | 26   | 4     | 2      | 0      | 1          | 1          | 0     | 0     | 29    | 5     |
| Leicester City  | 2013–14       | Championship         | 37   | 16    | 1      | 0      | 3          | 0          | —     | —     | 41    | 16    |
| Leicester City  | 2014–15       | Premier League       | 34   | 5     | 2      | 0      | 0          | 0          | —     | —     | 36    | 5     |
| Leicester City  | 2015–16       | Premier League       | 36   | 24    | 1      | 0      | 1          | 0          | —     | —     | 36    | 22    |
| Leicester City  | Total         | Total                | 131  | 47    | 6      | 0      | 5          | 1          | 0     | 0     | 142   | 48    |
| Karrieretotal   | Karrieretotal | Karrieretotal        | 204  | 105   | 15     | 4      | 5          | 1          | 1     | 1     | 225   | 111   |

1. ↑  Appearance in FA Trophy

## Hæder

### Klub
- Premier League: 2015-16

### Individuelt
- FWA Footballer of the Year: 2015–16[13]
- Premier League PFA Team of the Year: 2015–16[14]
- Premier League Player of the Month: Oktober 2015, november 2015[15]
- Conference Premier Player of the Month: November 2011[15]
- Conference Premier Top Goalscorer: 2011–12[16]
- Leicester City Players' Player of the Season: 2013–14[17]